# Пиелинен
Пиелинен или Пиелисъярви (на фински: Pielinen, Pielisjärvi) е 4-то по големина езеро във Финландия (провинция Източна Финландия). Площ 984,2 km², обем 9,0 km³, средна дълбочина 10 m, максимална 61 m.

## Географско характеристика
Езерото Пиелинен е разположено в източната част на Финландия, в провинция Източна Финландия. Заема обширно удължено от северозапад на югоизток понижение с ледниково-тектонски произход, с дължина 120 km и максимална ширина от югозапад на североизток 40 km. Има силно разчленена, висока и залесена брегова линия с дължина 1718 km с множество заливи, полуострови и острови, като най-големите са Исо-Паласма, Кюнисари, Поросари, Исо-Ристисари, Хатусари и др. Дели се на няколко сравнително обособени водни басейна и големи заливи на север, изток и юг. Подхранва се от множество, предимно малки реки, като най-големи са: Сарамйоки, Виекийоки, Лиексанйоки, Сонойоки, Вепсанйоки, Хутойоки. От най-южния му край при град Уймахарю изтича река Пиелисйоки, вливаща се в северния край на езерото Пюхяселкя. Езерната система на Пиелинен е свързана с голямата езерна система на езерото Саимаа, които принодлежат към водосборния басейн на река Нева.
Водосборният басейн на Пиелинен е с площ 12 823 km² и част от него е разположен на територията на Русия. Намира се на 93,7 m н.в., като колебанията на водното му ниво през годината са незначителни и плавни, с малко по-високо ниво през лятото. По този начин годишният му отток е почти постоянен и с малки отклонения.. Замръзва през ноември, а се размразява през май.

## Стопанско значение, селища
Езерото е важна туристическа дестинация през зимата, когато е замръзнало и през лятото за отдих и лагеруване. По бреговете му са изградени множество почивни, спортни и туристически бази. Има туристическо корабоплаване. На западния му бряг се намира Националния парк Коли. Астероидът 1536 Пиелинен носи името на езерото. По бреговете му са разположени множество предимно малси градчета и села, най-големи Юука, Лиекса и Нурмес.